# Erodium populifolium
Erodium populifolium är en näveväxtart som beskrevs av L'hér.. Erodium populifolium ingår i släktet skatnävor, och familjen näveväxter. Inga underarter finns listade i Catalogue of Life.